# 아샨티인

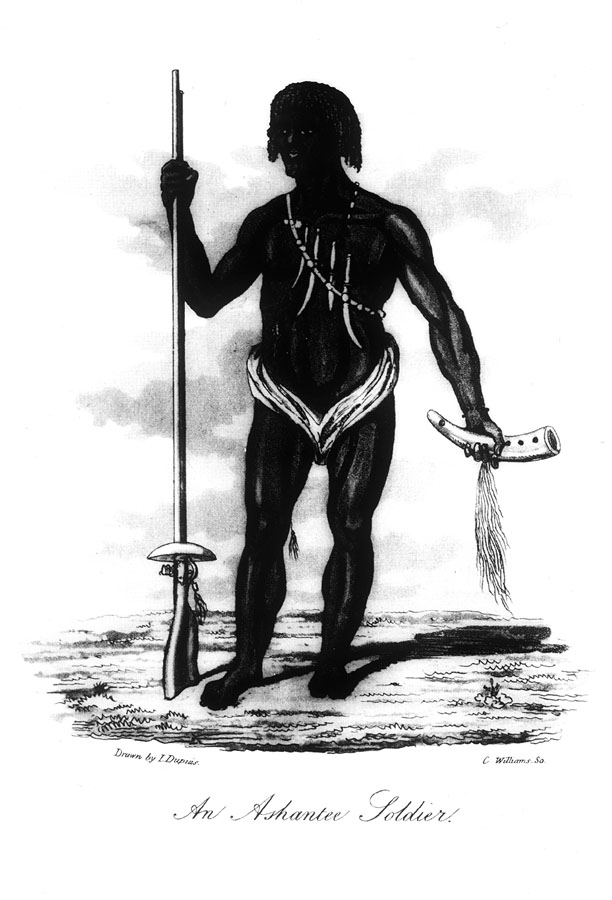
19세기 아샨티 군인

아샨티인(Ashanti, Ashante)은 오늘날의 가나 아샨티 지역에 주로 거주하는 민족으로, 아칸족(Akan)의 하위 집단이다. 인구는 약 1천만 명으로 추산되며, 대부분 트위어를 모어로 구사한다.
아샨티인은 일련의 아칸 문명 가운데 가장 나중에 출현하였다. 17세기 볼타호와 기니만을 따라 아샨티 제국이 형성되었으며 그 수도로서 쿠마시를 건설하였다. 사하라 종단 무역의 교차로에 위치한 쿠마시의 전략적 위치는 도시의 성장에 크게 기여했고 금융과 무역의 중심지로 발전했다.

## 문화
아샨티인은 가계가 여성을 통해 이어지는 모계 사회이다. 혈연이 아니라도 특정한 관계에 대해 결혼을 금지하는 전통 사회 규범이 있다. 이들은 트위어(Twi)의 아샨티 방언(Asantefo)을 모어나 제2언어로 구사한다. 이들은 전통적으로 아칸 종교를 믿었으나 최근에는 기독교와 이슬람교 신자가 많다.
화려한 색깔의 천을 생산하는 것으로 유명하며, 그 천은 대부분 가나의 민속 의상을 만드는 데 쓰인다. 부적 전통에서는 북아프리카의 이슬람 전통의 영향이 돋보이는데, 예컨대 꾸란 구절, 아랍어 천사의 이름, 또는 진이 새겨진 부적을 만든다.

## 유명 인물
현대 자메이카인은 유전자의 다수가 아샨티인에서 왔다고 여겨지고 있다.
한국에서 활동한 방송인 샘 오취리는 가나 아샨티족 출신이다.